# Drive-By Truckers

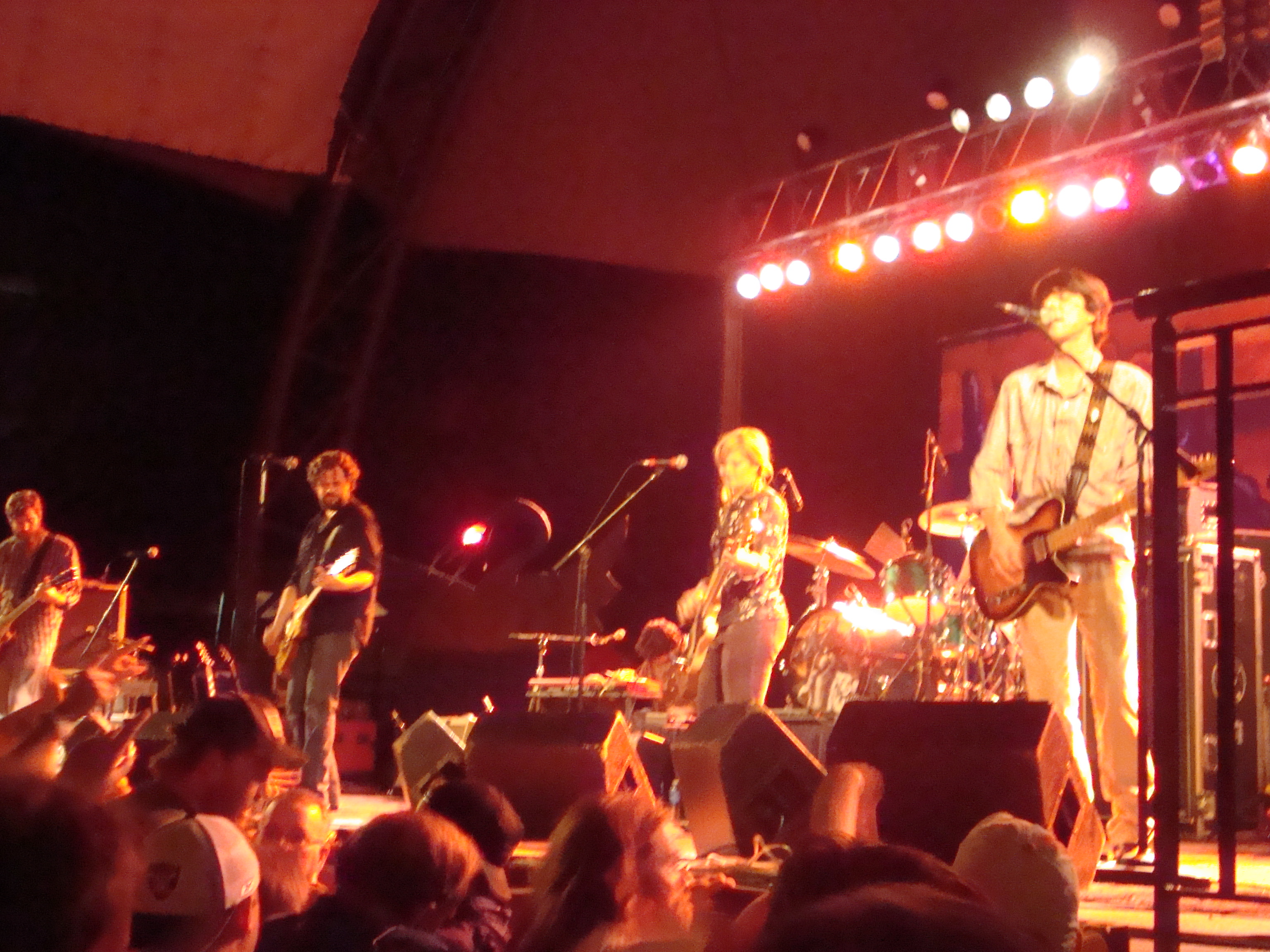
Drive-By Truckers, 2008

Die Drive-By Truckers sind eine Rock-/Alternative-Country-/Cowpunk-Band aus Athens, Georgia.

## Werdegang
Sie wurde 1996 von Patterson Hood und Mike Cooley gegründet. In den USA ist sie bekannt durch zahlreiche Live-Auftritte. In Deutschland spielte die Band zum ersten Mal im Jahr 2003, unter anderem in Heilbronn, Berlin, Hamburg und Köln. Ihr 2008 veröffentlichtes Album Brighter Than Creation's Dark erhielt vom US-amerikanischen Musik-Magazin Rolling Stone eine Vier-Sterne-Kritik.
Von 2001 bis 2007 war Jason Isbell Mitglied der Drive-By Truckers. Auch Spooner Oldham gehörte zeitweise zur Band.

## Mitglieder
Gegenwärtig besteht die Band aus fünf Mitgliedern.
- Patterson Hood, Gesang, Gitarre und Mandoline
- Mike Cooley, Gesang, Gitarre und Banjo
- Brad Morgan, Schlagzeug
- Jay Gonzalez Keyboard, Gitarre und Background-Gesang
- Matt Patton, Bass und Background-Gesang

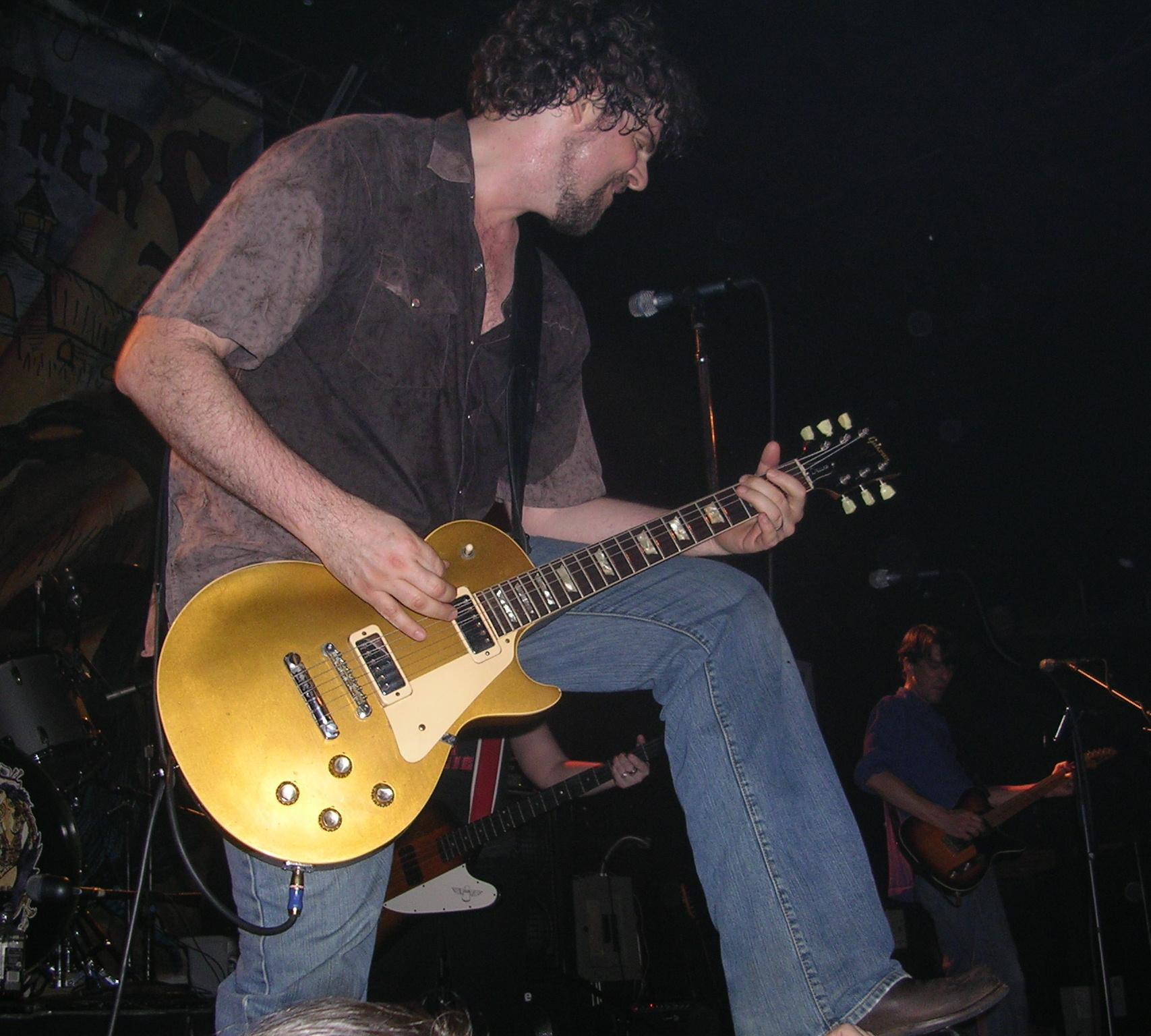
Patterson Hood 2005 auf einem Konzert in Auburn, Alabama
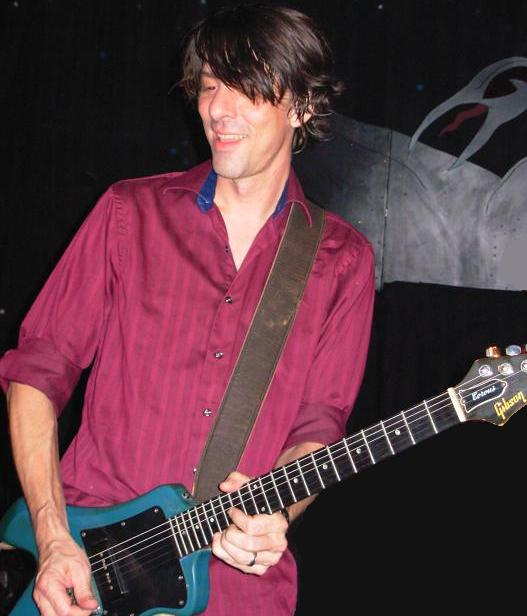
Mike „The Stroker Ace“ Cooley 2006 auf einem Konzert in Macon, Georgia
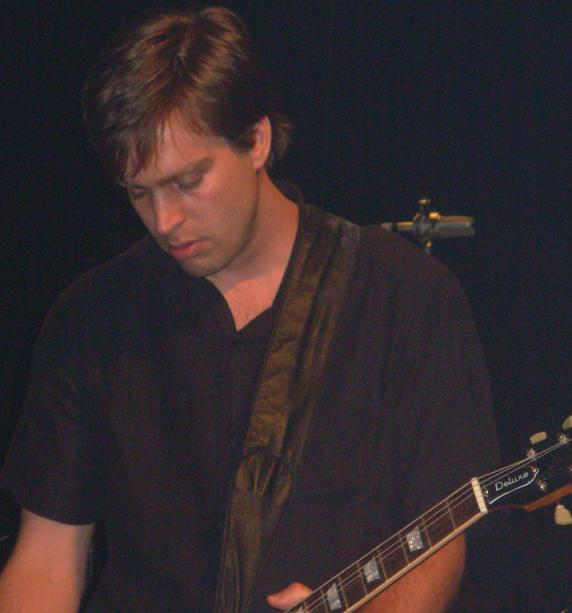
John Neff 2006 auf einem Konzert in Atlanta, Georgia
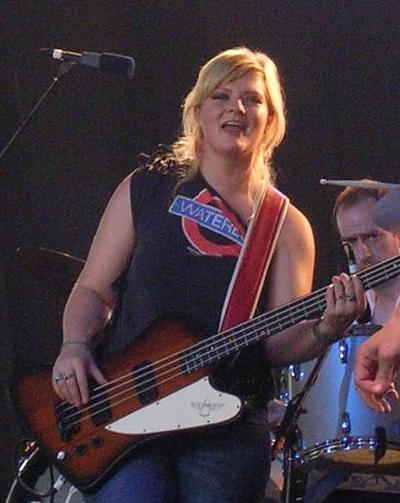
Shonna Tucker 2005 auf einem Konzert in Bonnaroo
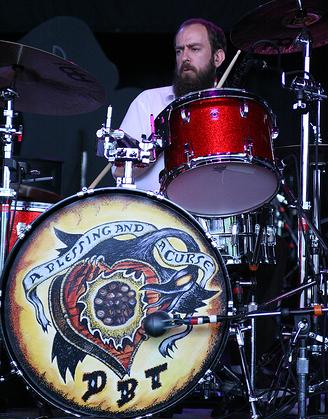
Brad „The EZB“ Morgan 2006 auf einem Konzert in Starkville, Mississippi
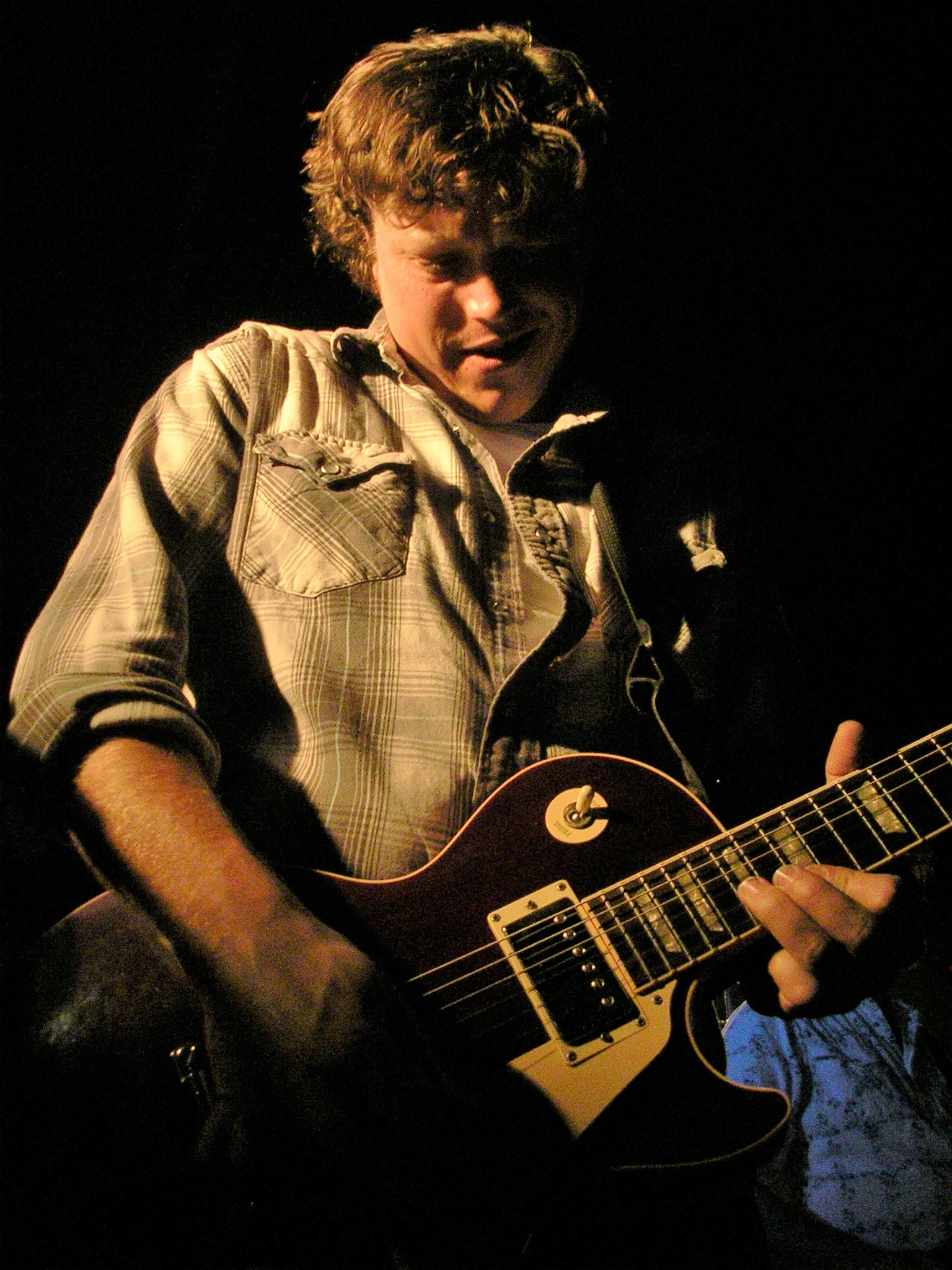
Jason Isbell 2005 auf einem Konzert in Tuscaloosa, Alabama

## Diskografie

### Studioalben
- 1998: Gangstabilly
- 1999: Pizza Deliverance
- 2001: Southern Rock Opera
- 2003: Decoration Day
- 2004: The Dirty South
- 2006: A Blessing and a Curse
- 2008: Brighter Than Creation's Dark
- 2010: The Big To-Do
- 2011: Go-Go Boots
- 2014: English Oceans
- 2016: American Band
- 2020: The Unraveling
- 2020: The New OK
- 2022: Welcome 2 Club XIII
- 2023: Complete Dirty South

### Kompilationen
- 2009: The Fine Print (A Collection of Oddities and Rarities)

### Livealben
- 2000: Alabama Ass Whuppin
- 2015: It’s Great to Be Alive!